# حالة ثلاثية

مثال على الحالة الثلاثية على اليمين

الحالة الثلاثية في ميكانيكا الكم يمكن أن توجد في نظام جسيمات يكون محصلة عزمهم المغزلي مساويا 1 ، بحيث تصبح للنظام ثلاثة إمكانيات لمركبات العزم المغزلي : −1 و 0 و +1.
هذا العزم المغزلي Spin من وجهة نظر ميكانيكا الكم ليس عملية دوران للجسيم أو الجسيمات وإنما هو صفة للجسيم تعبر عن عزمه الدوراني . وهي خاصية هامة لأنظمة جسيمات تبلغ مقاييسها مقاييس الذرة أو أقل ، مثل : الذرات و البروتونات أو الإلكترونات.
معظم الجزيئات التي نقابلها في حياتنا اليومية توجد فيما يسمى «حالة منفردة» , إلا أن جزيء الأكسجين له صفة مخالفة لذلك. يوجد جزيء الأكسجين O2 في حالة ثلاثية ، وهو لا يستطيع الدخول في تفاعل كيميائي إلا عنما يصبح في حالة منفرة . ويمكن توصيله إلى الحالة المنفردة عن طريق تنشيطه إما بتسليط ضوء عليه أو رفع درجة حرارته فهي تعمل على إثارته ويصبح مادة مؤكسدة تتفاعل كيميائيا.

## جسيمان ذوي spin-1/2
نظام من جسيمين لكل منهما العزم المغزلي spin-1/2 ، مثل ذرة الهيدروجين تتكون من البروتون وإلكترون وتوجد ذرته في حالتها الأرضية (حالة استقرار) ، ومع اعتبار اتجاه اختياري فإما أن يكون العزم المغزلي متجها إلى أعلى أو إلى أسفل ؛ وبناءا على هذا فإن نظام ذرة الهيدروجين يمكن ان تتخذ أربعة حالات أساسية ، كالآتي:
{\displaystyle \uparrow \uparrow ,\uparrow \downarrow ,\downarrow \uparrow ,\downarrow \downarrow }
ويمثل اتجاه الغزم المغزلي لكل جسيم (البروتون والإلكترون) بسهم ، وارتباطهما ببعضهما البعض يعطي أربعة حالات ممكنة لمحصلة العزم المغزلي للجسيمين.
وتعبر ميكانيكا الكم رياضيا عن تلك الأربعة حالات كالآتي:
{\displaystyle |1/2,+1/2\rangle \;|1/2,+1/2\rangle \ (\uparrow \uparrow )}
{\displaystyle |1/2,+1/2\rangle \;|1/2,-1/2\rangle \ (\uparrow \downarrow )}
{\displaystyle |1/2,-1/2\rangle \;|1/2,+1/2\rangle \ (\downarrow \uparrow )}
{\displaystyle |1/2,-1/2\rangle \;|1/2,-1/2\rangle \ (\downarrow \downarrow )}
حيث تكون هناك حالة يتوازى العزم المغزلي للجسيمين إلى أعلى (وبقيمة 1)
وحالة يتوازى العزم المغزلي للحسيمين إلى أسفل (وبقيمة -1)
وحالتان يتضاد فيهما اتجاهي العزم المغزلي للجسيمين (وتكون قيمتهما 0)
وطبقا لميكانيكا الكم فهي تفرق بين الأربعة حالات ، وتصنفهم بحالة الثلاثية Triplet والحالة المنفردة Singlet ، كالآتي :
{\displaystyle \left.{\begin{array}{ll}|1,1\rangle &=\;\uparrow \uparrow \\|1,0\rangle &=\;(\uparrow \downarrow +\downarrow \uparrow )/{\sqrt {2}}\\|1,-1\rangle &=\;\downarrow \downarrow \end{array}}\right\}\quad s=1\quad \mathrm {(triplet)} }
حيث الحالة المنفردة singlet state تكون لها محصلة العزم المغزلي مساوية 0 .
{\displaystyle \left.|0,0\rangle =(\uparrow \downarrow -\downarrow \uparrow )/{\sqrt {2}}\;\right\}\quad s=0\quad \mathrm {(singlet)} }

## اقرأ أيضا
- عدد الكم الرئيسي
- عدد الكم المغناطيسي
- عدد الكم المداري
- نموذج بور للذرة
- رنين مغناطيسي إلكتروني
- حالة منفردة
- تأثير زيمان
- تأثير شتارك
- رنين مغناطيسي إلكتروني
- حالة ثنائية
- قفزة كمومية